# Heteropoda spinipes
Heteropoda spinipes là một loài nhện trong họ Sparassidae.
Loài này thuộc chi Heteropoda. Heteropoda spinipes được Mary Agard Pocock miêu tả năm 1897.